# Bartsia trixago
La perlina minore (nome scientifico Bartsia trixago L., 1753) è una piccola pianta erbacea appartenente alla famiglia delle Orobanchaceae (tribù Rhinantheae).

## Etimologia
Il nome generico (Bartsia) è stato dato in ricordo del botanico prussiano Johann Bartsch (1709-1738) di Königsberg, medico coloniale a Suriname, mentre L'epiteto specifico (trixago) è formato da due parole latine: "trix" (= capello, pelo), mentre "-ago" è un suffisso latino usato per indicare una somiglianza ("simile a...").
Il binomio scientifico della pianta di questa voce è stato proposto da Carl von Linné (1707 – 1778) biologo e scrittore svedese, considerato il padre della moderna classificazione scientifica degli organismi viventi, nella pubblicazione "Species Plantarum - 2: 602. 1753" del 1753.

## Descrizione

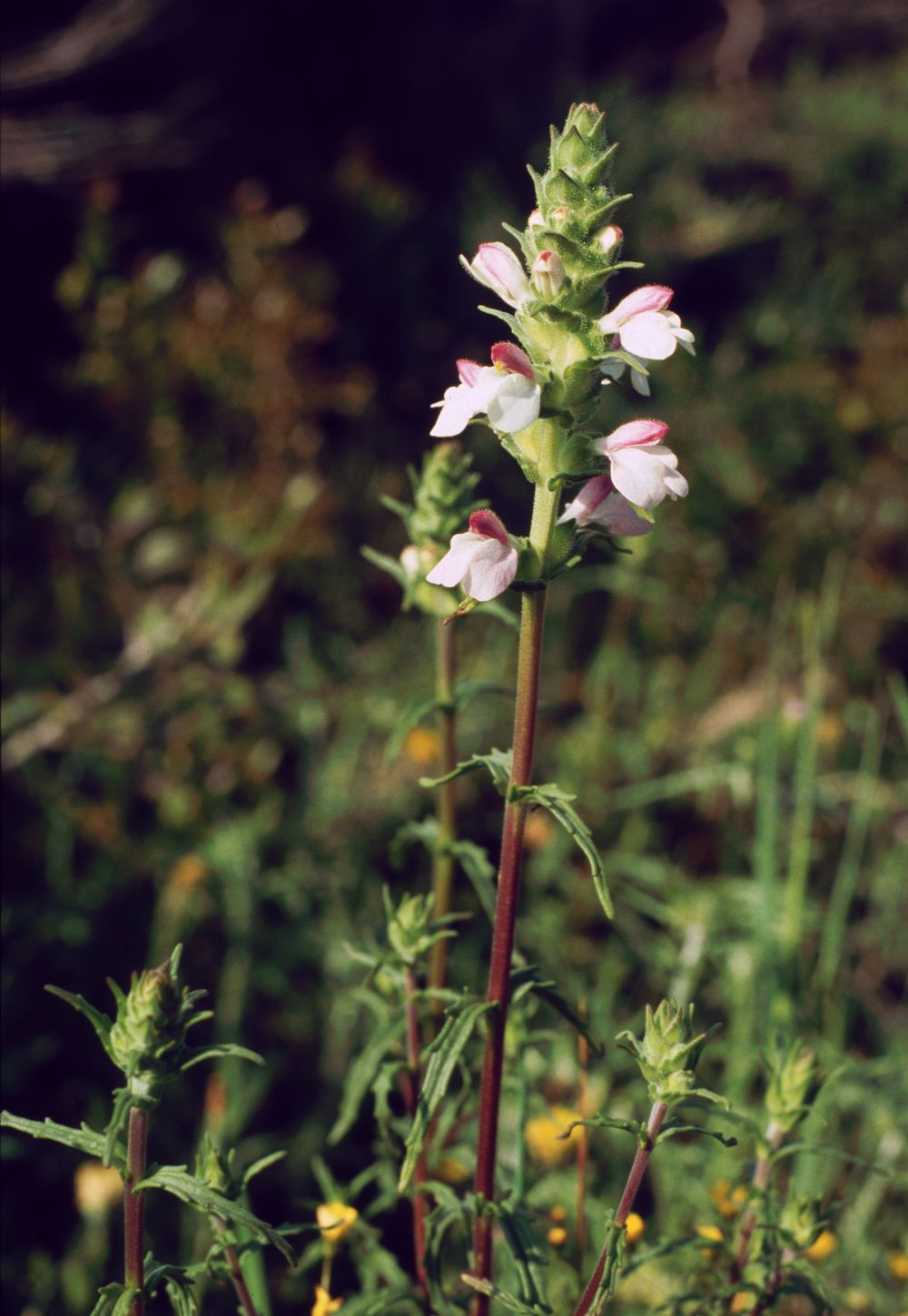
Il portamento

L'altezza di queste piante varia da 5 a 50 cm. La forma biologica è terofita scaposa (T scap), ossia in generale sono piante erbacee che differiscono dalle altre forme biologiche poiché, essendo annuali, superano la stagione avversa sotto forma di seme e sono munite di asse fiorale eretto e spesso privo di foglie. Queste piante sono semiparassitarie ed hanno la superficie peloso-glandulosa; sono inoltre vischiose.

### Radici
Le radici sono dei fittoni.

### Fusto
La parte aerea del fusto è eretta con peli rivolti verso il basso.

### Foglie
Le foglie hanno delle forme lanceolato-lineari con bordi dentati (5 denti per lato). Si dividono in inferiori (spatolate), in medie (strette), e le superiori (triangolari). Le foglie superiori vicine all'infiorescenza sono bratteiformi. Dimensione delle foglie: lunghezza 1 – 6 cm; larghezza 1/5 della lunghezza.

### Infiorescenza
Le infiorescenze sono simili a brevi spighe piramidali.

### Fiore

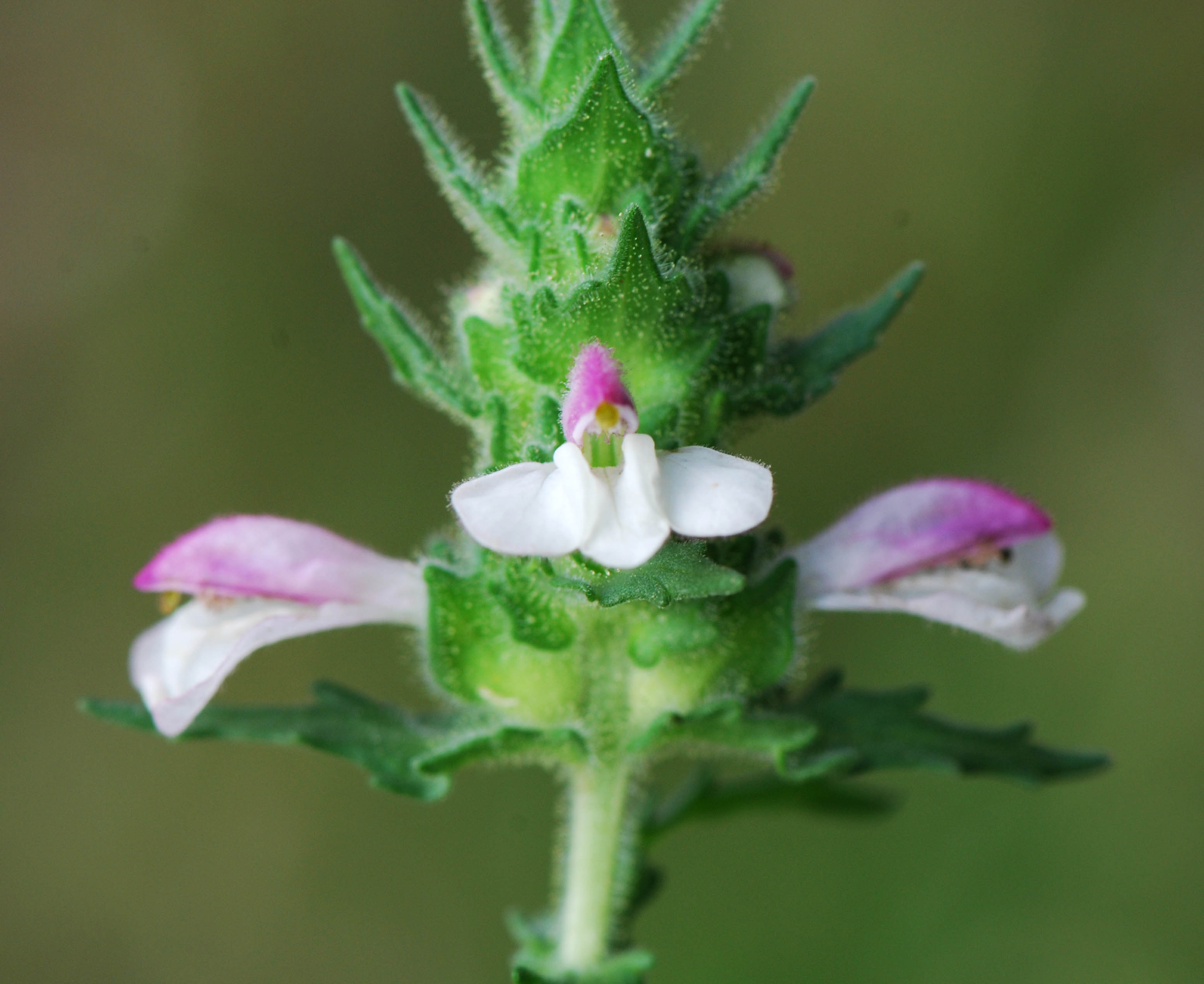
I fiori

I fiori sono ermafroditi, zigomorfi e tetraciclici (con i quattro verticilli fondamentali delle Angiosperme: calice – corolla – androceo – gineceo); sono inoltre pentameri/tetrameri (ogni verticillo ha più o meno quattro/cinque elementi). Lunghezza del fiore: 15 – 20 mm.
- Formula fiorale: per questa pianta viene indicata la seguente formula fiorale:

X, K (4), [C (5), A 2+2], G (2), (supero), capsula
- Calice: il calice, gamosepalo, è un tubo lungo 5 mm con quattro lacinie lunghe 4 – 5 mm.
- Corolla: la corolla, bilabiata con cinque lobi, è simpetala ed è lunga 5 – 20 mm; il colore del labbro superiore è roseo o purpureo, gli altri sono bianchi o gialli. La corolla è priva di sperone.
- Androceo: gli stami dell'androceo sono quattro didinami (due lunghi e due corti); sono inseriti nel tubo corollino; in particolare ascendono sotto il labbro superiore della corolla. Le antere sono conniventi ed hanno una loggia portante un cornetto allungato; sono aristate o mucronate alla base. Le sacche polliniche hanno l'estremità inferiore a forma di freccia.[10]
- Gineceo: i carpelli del gineceo sono due e formano un ovario supero biloculare (derivato dai due carpelli iniziali). Lo stilo è unico lievemente più lungo degli stami ed è inserito all'apice dell'ovario; lo stimma è capitato.
- Fioritura: da aprile a luglio.

### Frutti
Il frutto è del tipo a capsula deiscente. La forma è oblungo-acuta, cavato-compressa e contiene diversi piccoli semi.

## Riproduzione
- Impollinazione: l'impollinazione avviene tramite insetti (impollinazione entomogama).
- Riproduzione: la fecondazione avviene fondamentalmente tramite l'impollinazione dei fiori (vedi sopra).
- Dispersione: i semi cadendo a terra sono successivamente dispersi soprattutto da insetti tipo formiche (disseminazione mirmecoria).

## Distribuzione e habitat

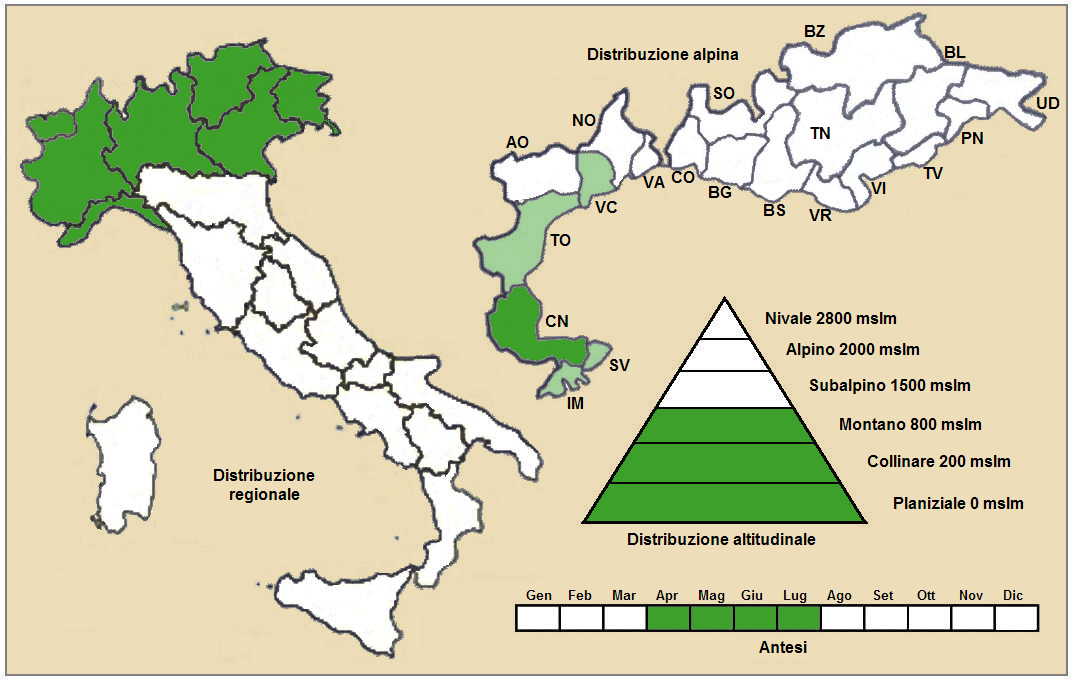
Distribuzione della pianta
(Distribuzione regionale – Distribuzione alpina)

Trovata lungo Fiume Trigno (Abruzzo - Molise)
- Geoelemento: il tipo corologico (area di origine) è Euri-Mediterraneo.
- Distribuzione: in Italia è ovunque comune. Nelle Alpi si trova in Piemonte e in Carinzia (Austria). Sugli altri rilievi europei collegati alle Alpi si trova nei Pirenei e nei Monti Balcani. È presente anche nell'Anatolia, sulle coste mediterranee dell'Asia, e nell'Africa settentrionale (dalla Libia al Marocco).[14]
- Habitat: l'habitat tipico per questa pianta sono i pascoli, gli incolti e le garighe. Il substrato preferito è calcareo ma anche calcareo/siliceo con pH neutro, medi valori nutrizionali del terreno che deve essere arido.[13]
- Distribuzione altitudinale: sui rilievi queste piante si possono trovare fino a 1200 m s.l.m.; frequentano quindi i seguenti piani vegetazionali: collinare e montano (oltre a quello planiziale – a livello del mare).

### Fitosociologia
Dal punto di vista fitosociologico Bartsia trixago appartiene alla seguente comunità vegetale:
Formazione: delle comunità terofiche pioniere nitrofile
Classe: Stellarietea mediae

## Tassonomia
La famiglia di appartenenza della specie (Orobanchaceae) comprende soprattutto piante erbacee perenni e annuali semiparassite (ossia contengono ancora clorofilla a parte qualche genere completamente parassita) con uno o più austori connessi alle radici ospiti. È una famiglia abbastanza numerosa con circa 60 - 90 generi e oltre 1700 - 2000 specie (il numero dei generi e delle specie dipende dai vari metodi di classificazione) distribuiti in tutti i continenti. Il genere Bartsia si compone di una cinquantina di specie distribuite in Europa, Africa e America; tre vivono in Europa e due sono presenti nella flora spontanea italiana.

### Filogenesi
La classificazione tassonomica della Bartsia trixago è in via di definizione in quanto fino a poco tempo fa il suo genere apparteneva alla famiglia delle Scrophulariaceae (secondo la classificazione ormai classica di Cronquist), mentre ora con i nuovi sistemi di classificazione filogenetica (classificazione APG) è stata assegnata alla famiglia delle Orobanchaceae e alla tribù Rhinantheae Lamarck & de Candolle; anche i livelli superiori sono cambiati (vedi box tassonomico a destra). In molte checklist questa pianta è descritta con il nome scientifico Bellardia trixago (L.) All., da altre considerato un sinonimo.

### Sinonimi
Questa entità ha avuto nel tempo diverse nomenclature. L'elenco seguente indica alcuni tra i sinonimi più frequenti:
- Bellardia trixago (L.) All.
- Trixago apula Steven.

## Altre notizie
La bellardia in altre lingue è chiamata nei seguenti modi:
- (DE)  Bellardie.
- (FR)  Bellardie trixago.